# A házasság (vígopera)
A házasság Modeszt Petrovics Muszorgszkij 1868-ban komponált vígopera-töredéke. A zeneszerző szóról szóra akarta megzenésíteni Gogol Háztűznéző című vígjátékát, ezzel az irodalmi opera egyik korai példáját hozván létre, de az első felvonás megkomponálása után végül felhagyott tervével.

## Az opera szereplői
| Szerep                             | Hangfekvés   |
| ---------------------------------- | ------------ |
| Podkoljoszin, tanácsos             | bariton      |
| Kocskarjov, a barátja              | tenor        |
| Fjokla Ivanovna, házasságközvetítő | mezzoszoprán |
| Sztyepan, Podkoljoszin inasa       | basszus      |

- Történik: Oroszországban, a 19. század első felében

## Az opera cselekménye
Podkoljoszin vagyonos és magas rangú ember, de nagyon határozatlan és gyenge akaratú. Inasával meglehetősen rendezetlen életmódot folytat. Végül elhatározza, hogy megházasodik. Megkeresi Fjokla Ivanovnát és megkéri, hogy válassza ki számára a legideálisabb feleségjelöltet. Ez meg is történik, amikor betoppan Kocskarjov. A férfi sértve érzi magát, amiért barátja a háta mögött keresi élete párját. Végül elküldi a fontoskodó Fjokla Ivanovnát és elhatározza, hogy személyesen fogja kiházasítani barátját. Lefesti neki a házasélet szépségeit, de Podkoljoszin végül elbizonytalanodik. Kocskarjov ekkor követeli, hogy legalább látogassák meg a lányt, akit a házasságközvetítő ajánlott neki. Itt ér véget az első felvonás.

## Az opera utóélete
Az opera ősbemutatójára 1909-ben került sor a szentpétervári Szuvorin Színiakadémián. Rimszkij-Korszakov természetesen ezt a Muszorgszkij operát is átdolgozta, de az ő változatát csak 1917-ben mutatták be. Még ugyanebben az évben Alekszandr Gauk orosz karmester újra hangszerelte az egész darabot. 1930-ban aztán Eugène d'Harcourt francia karmester és zeneszerző dolgozta át a művet, majd 1954-ben Antoine Duhamel készítette el saját verzióját. 1931-ben végül Mihail Ippolitov-Ivanov befejezte az operát, majd Muszorgszkij első felvonását is újrahangszerelte. Az operának ezt a négyfelvonásos verzióját Moszkvában mutatták be a rádiószínházban.
Alexandre Cserepnyin 1937-ben a németországi Essenben vitte színpadra a művet. Az ő változata két jelenetből állt, Muszorgszkij félórás első felvonásához komponált még egy harmincöt perces második jelenetet, így téve teljesebbé a történetet. A bemutató német nyelven zajlott le. 1982-ben Gennagyij Rozsgyesztvenszkij hangszerelte újra a darabot, majd 1991-ben Vjaceszlav Nagovitszjin készítette el Muszorgszkij első felvonásának újrahangszerelését. 2005-ben ezt a változatot mutatták be Londonban is.

## Az opera zenéje
Muszorgszkij Dargomizsszkij Kővendégének a hatására fogott hozzá második operájának a megkomponálásához. A prózai szöveg megkomponálásával saját bevallása szerint az volt a célja, hogy ellesse az emberi beszéd élethű megnyilatkozásainak lüktetését, melyeket Gogol nyújtott drámájában. Ennek érdekében nem alakította át az eredeti darabot librettóvá. Ezzel előremutatott a 20. századi irodalmi opera felé. A Házasság egy töretlen ívű dráma, amelyben uralkodó elem a recitativoszerű énekbeszéd. A zeneszerző már ezzel a művével jelezte, hogy nem konvencionálisan gondolkozik az opera műfaji lehetőségeiről.

## CD-ajánló
Podkoljoszin – Vlagyimir Hrulev, Kocskarjov – Alekszandr Podbolotov,Fjokla Ivanovna – Ludmilla Kolmakova, Sztyepan – Vlagyimir Ribaszenko. Közreműködik: a Szovjetunió Szimfonikus Zenekara. Vezényel: Gennagyij Rozsgyesztvenszkij. A felvétel ideje: 1982. CD kiadás: Olympia 1 CD DDD OCD 145.
Megjegyzés: az operát Rozsgyesztvenszkij hangszerelésében rögzítették, a CD-n hallható Rimszkij-Korszakov Mozart és Salieri című egyfelvonásosa is.